# Дель-Норте (аэропорт)
Международный аэропорт Дель-Но́рте (исп. Aeropuerto Internacional del Norte) — аэропорт, расположенный в Генерал-Эскобедо, Нуэво-Леон, является второстепенным аэропортом для третьего по величине города Мексики, Монтеррея.

## История
Аэропорт был открыт 8 сентября 1942 года для обслуживания рейсов из города Даллас, штат Техас, поскольку в Мехико еще не было международного аэропорта, поэтому он выполнял рейсы в Монтеррей, а затем выполнял рейсы по мексиканским линиям в сторону Мехико. Позже, когда в городе увеличилось количество самолетов, возникла необходимость в создании еще одного аэропорта — международного аэропорта Монтеррей.

## Инфруструктура
В аэропорту находится 123 ангаров, в основном частных, диспетчерская вышка, две взлетно-посадочных полосы, а также здания терминала со всеми удобствами для коммерческих услуг, включая современный вестибюль. Аэропорт также используется для обучения пилотов, в нем расположен Центр исследований, инноваций в области авиационных инженеров из университета Нуэво-Леона.